# La Tierra Negra
La Tierra Negra (en catalán: La terra negra) es una película dramática rural de 2025 dirigida por Alberto Morais y protagonizada por Laia Marull y Sergi López . Es una coproducción hispano-panameña.
La película se estrenó mundialmente en el 28º Festival de Cine de Málaga el 17 de marzo de 2025.

## Trama
María trabaja con su hermano Ángel en un negocio familiar, el molino industrial del pueblo, que abandonó hace años. Ella, desterrada de todo, trabaja metódicamente para sobrevivir mientras los amigos de Ángel contemplan con satisfacción el regreso de María, saboreando su fracaso vital. Ángel contrata a Miquel, y entre él y María nace una admiración mutua. La presencia del extranjero causa temor porque Miquel ha estado en la cárcel y además hay algo místico en él capaz de influir en los demás.

## Elenco
- Laia Marull como Maria[1]
- Sergi López como Miquel[1]
- Andrés Gertrúdix como Ángel[1]
- Abdelatif Hwidar [2]
- Rosana Pastor[2]
- Álvaro Báguena[2]
- Toni Miso[2]
- Bruno Tamarit[2]
- María Albiñana[2]

## Producción
Alberto Morais enfatizó el lado místico de la historia y reconoció la influencia del neorrealismo de Pier Paolo Pasolini .  La película está producida por Olivo Films junto a Elamedia Estudios, Dexiderius PA y Garra Producciones.  Se rodó en diferentes localizaciones de la provincia de Valencia entre las que destaca Llíria. Tanto Marull como López tuvieron que trabajar con el acento valenciano local, aunque, según Laia Marull, fue más difícil para ella que para Sergi López. 

## Estreno
La película se presentó en la sección oficial del 28º Festival de Cine de Málaga el 17 de marzo de 2025.  Su recorrido por festivales también incluyó selecciones para proyecciones en el 41º Festival de Cine Latino de Chicago (para su estreno en Norteamérica)  y el 40º es .  La Terra Negra tiene previsto estrenarse en los cines españoles el 29 de agosto de 2025 con Syldavia como distribuidora. 

## Acogida
Alfonso Rivera, de Cineuropa, describió la película como una "experiencia única para quienes buscan algo diferente, así como un desafío para los espectadores no acostumbrados a un cine de autor más radical". "Una narración pausada y mística, que se detiene sin prisas en rostros y lugares para extraer de todo una profunda verdad" 